# Champions Challenge mannen 2007
De vierde editie van het Champions Challenge-hockeytoernooi had plaats van 23 juni tot en met 1 juli 2007 op het terrein van hockeyclub Braxgata uit Boom, België. Deelnemende landen aan deze 'Champions Trophy voor B-landen' waren Argentinië, België, India, Japan, Engeland en Nieuw-Zeeland. 

## Selecties

### Argentinië
Bondscoach: Sergio Vigil
1. Juan Manuel Vivaldi (gk)
2. Juan Gilardi
3. Mariano Chao (gk)
4. Mario Almada
5. Lucas Rey
6. Rodrigo Vila
7. Lucas Cammareri

1. Lucas Vila
2. Jorge Lombi
3. Fernando Zylberberg
4. Juan Garreta
5. Tomás Argento
6. Matias Rey
7. Lucas Argento

1. Pedro Ibarra
2. Lucas Rossi
3. Agustin Corradini
4. Ignacio Bergner

### België
Bondscoach: Giles Bonnet
1. Cédric De Greve (gk)
2. Xavier Reckinger
3. Jérôme Dekeyser
4. Loïc Vandeweghe
5. John-John Dohmen
6. Thomas Van Den Balck
7. Maxime Luycx

1. Charles Vandeweghe
2. Philippe Goldberg
3. Gregory Gucassoff
4. Fabrice Bourdeaud'hui
5. Thomas Briels
6. Patrice Houssein
7. David Van Rysselberghe (gk)

1. Simon Gougnard
2. Benjamin Van Hove
3. Amaury de Cock
4. Jérôme Truyens

### Engeland
Bondscoach: Jason Lee
1. Nick Brothers (gk)
2. Glenn Kirkham
3. Richard Alexander
4. Richard Mantell
5. Ashley Jackson
6. Simon Mantell
7. Martin Jones

1. Matt Daly
2. Brett Garrard
3. Jonty Clarke
4. Rob Moore
5. Ben Hawes
6. Scott Cordon
7. Barry Middleton

1. James Tindall
2. Jon Bleby
3. Ben Marsden
4. James Fair (gk)

### India
Bondscoach: Joaquim Carvalho
1. Adrian D'Souza (gk)
2. Dilip Tirkey
3. Sandeep Singh
4. Shivendra Singh
5. Rajpal Singh
6. Prabodh Tirkey
7. Bimal Lakra

1. Damandeep Singh
2. William Xalxo
3. Sunil Yadav
4. Sardara Singh
5. Prabhjot Singh
6. Gurbaj Singh
7. Bharat Chikkara

1. Tushar Khandker
2. Baljit Singh (gk)
3. Roshan Minz
4. Vickram Kanth

### Japan
Bondscoach: Akira Takahashi
1. Shunsuke Nagaoka (gk)
2. Kazuo Yoshida
3. Mitsuru Ito
4. Yutaka Bito
5. Kei Kawakami
6. Kenichi Katayama
7. Kazuyuki Ozawa

1. Kazuhiro Tsubouchi
2. Hiroto Noda
3. Takahiko Yamabori
4. Ryuji Furusato
5. Akira Ito
6. Yuji Chaki
7. Keiji Maeda

1. Takayasu Mizawa
2. Katsuyoshi Nagasawa
3. Yoshihiro Anai
4. Katsuya Takase (gk)

### Nieuw-Zeeland
Bondscoach: Shane McLeod
1. David Kosoof
2. Nicholas Haig
3. Andy Hayward
4. Simon Child
5. Blair Hopping
6. Dean Couzins
7. Casey Henwood

1. Ryan Archibald
2. Bradley Shaw
3. Bevan Hari
4. Paul Woolford (gk)
5. Kyle Pontifex (gk)
6. Phillip Burrows
7. Hayden Shaw

1. Bryce Collins
2. Lloyd Stephenson
3. Benjamin Collier
4. Steve Edwards

## Scheidsrechters
- Chen Dekang
- Eduardo Lizana
- Kim Hong-Lae
- Deon Nel

- James Pilgrim
- Raghu Prasad
- Simon Taylor
- Gregory Uyttenhove

## Voorronde
| 23 juni 13:45 |       |               |  |
| India         | 0 – 2 | Nieuw-Zeeland |  |
|               |       |               |  |

| 23 juni 16:00 |       |       |  |
| België        | 1 – 2 | Japan |  |
|               |       |       |  |

| 23 juni 18:30 |       |            |  |
| Engeland      | 3 – 4 | Argentinië |  |
|               |       |            |  |

| 24 juni 14:00 |       |       |  |
| Nieuw-Zeeland | 4 – 0 | Japan |  |
|               |       |       |  |

| 24 juni 16:15 |       |        |  |
| Argentinië    | 2 – 3 | België |  |
|               |       |        |  |

| 24 juni 18:45 |       |          |  |
| India         | 3 – 2 | Engeland |  |
|               |       |          |  |

| 26 juni 14:30 |       |            |  |
| Japan         | 0 – 2 | Argentinië |  |
|               |       |            |  |

| 26 juni 16:45 |       |               |  |
| Engeland      | 1 – 3 | Nieuw-Zeeland |  |
|               |       |               |  |

| 26 juni 19:00 |       |       |  |
| België        | 1 – 4 | India |  |
|               |       |       |  |

| 28 juni 14:30 |       |       |  |
| Engeland      | 4 – 3 | Japan |  |
|               |       |       |  |

| 28 juni 16:45 |       |       |  |
| Argentinië    | 2 – 1 | India |  |
|               |       |       |  |

| 28 juni 19:00 |       |        |  |
| Nieuw-Zeeland | 3 – 3 | België |  |
|               |       |        |  |

| 30 juni 11:30 |       |            |  |
| Nieuw-Zeeland | 3 – 3 | Argentinië |  |
|               |       |            |  |

| 30 juni 13:45 |       |       |  |
| India         | 4 – 3 | Japan |  |
|               |       |       |  |

| 30 juni 16:00 |       |          |  |
| België        | 2 – 6 | Engeland |  |
|               |       |          |  |

## Eindstand voorronde
| № | Land          | WG | W | G | V | DV | DT | +/– | Punten |
| - | ------------- | -- | - | - | - | -- | -- | --- | ------ |
| 1 | Nieuw-Zeeland | 5  | 3 | 2 | 0 | 15 | 7  | +8  | 11     |
| 2 | Argentinië    | 5  | 3 | 1 | 1 | 13 | 10 | +3  | 10     |
| 3 | India         | 5  | 3 | 0 | 2 | 12 | 10 | +2  | 9      |
| 4 | Engeland      | 5  | 2 | 0 | 3 | 16 | 15 | +1  | 6      |
| 5 | België        | 5  | 1 | 1 | 3 | 10 | 17 | –7  | 4      |
| 6 | Japan         | 5  | 1 | 0 | 4 | 8  | 15 | –7  | 3      |

## Play-offs

### Om vijfde plaats
| 1 juli 12:30 |       |       |  |
| België       | 3 – 4 | Japan |  |
|              |       |       |  |

### Troostfinale
| 1 juli 15:00 |       |          |  |
| India        | 4 – 3 | Engeland |  |
|              |       |          |  |

### Finale
| 1 juli 17:30  |                    |            |  |
| Nieuw-Zeeland | 2 – 3 (verlenging) | Argentinië |  |
|               |                    |            |  |

## Eindstand
1. Argentinië
2. Nieuw-Zeeland
3. India
4. Engeland
5. Japan
6. België

Argentinië geplaatst voor Champions Trophy 2008 in Rotterdam, Nederland

## Ereprijzen
| Topscorer   | Beste speler   | Beste doelman   | Fair Play Trophy |
| ----------- | -------------- | --------------- | ---------------- |
| Hayden Shaw | Ryan Archibald | Cédric De Greve | Nieuw-Zeeland    |

Champions Challenge I

Mannen:
Kuala Lumpur 2001 ·
Johannesburg 2003 ·
Alexandrië 2005 ·
Boom 2007 ·
Salta 2009 ·
Johannesburg 2011 ·
Quilmes 2012 ·
Kuantan 2014
Vrouwen:
Johannesburg 2002 ·
Catania 2003 ·
Virginia Beach 2005 ·
Bakoe 2007 ·
Kaapstad 2009 ·
Dublin 2011 ·
Dublin 2012 ·
Glasgow 2014
Champions Challenge II 

Mannen:
Dublin 2009 ·
Rijsel 2011
Vrouwen:
Kazan 2009 ·
Wenen 2011